# Shock Value 2008 Tour
Shock Value 2008 Tour je trebala biti Timbalandova prva koncertna turneja u svrhu promocije svog drugog samostalnog albuma Shock Value. Datumi nastupa u Australiji i Novom Zelandu bili su objavljeni, no turneja je otkazana samo jedan dan prije početka zbog mogućih sukoba u Europi.

## Datumi koncerta
| Datum              | Grad      | Država      | Mjesto                        |
| ------------------ | --------- | ----------- | ----------------------------- |
| 15. kolovoza 2008. | Sydney    | Australija  | Sydney Entertainment Centre   |
| 16. kolovoza 2008. | Brisbane  | Australija  | River Stage                   |
| 17. kolovoza 2008. | Adelaide  | Australija  | Adelaide Entertainment Centre |
| 20. kolovoza 2008. | Perth     | Australija  | Challenge Stadium             |
| 22. kolovoza 2008. | Melbourne | Australija  | Rod Laver Arena               |
| 23. kolovoza 2008. | Auckland  | Novi Zeland | Vector Arena                  |